# Аль-Мутамид ибн Аббад
Муха́ммад II ибн Абба́д аль-Мутамид (араб. المعتمد بن عباد‎; 1040—1095, Марокко) — арабский андалусийский поэт и воин, ученик Ибн Зейдуна, эмир Севильи в 1069—1091 годах из династии Аббадидов. Автор ностальгической лирики, написанной в ссылке в Северной Африке, сын Аббада II аль-Мутадида, внук Аббада I. Известен также как Мухаммад II.

## Биография

### Правление
Мухаммад ибн Аббад родился в 1040 году.
В 1080 году, когда король Кастилии и Леона Альфонсо VI изгнал Эль Сида, Аль-Мутамид с радостью принял того к себе на службу. Эль Сид помог Аль-Мутамиду одержать победу над графом Барселоны Рамоном Беренгером II.
При Аль-Мутамиде Севилья достигла экономического и культурного расцвета, однако он был недолог. После взятия Альфонсом VI города Толедо мусульмане призвали Альморавидов. Те нанесли поражение христианам, но в 1090 году начали захват тайф Аль-Андалуса. В конце 1091 года войска аль-Мутамида были разбиты, а он сам был сослан на юг Марокко, где и умер в 1095 году.

### Семья
- Абу Насир аль-Фатах аль-Мамун (ум. 1090)
- Ар-Ради (ум. 1091)
- Зайда (до его смерти в 1095)
- Факр ад-Даул